# 新云乡 (乐山市)
新云乡，是中华人民共和国四川省乐山市五通桥区曾经下辖的一个乡。2019年12月，撤销新云乡，将其所属行政区域划归牛华镇管辖。

## 行政区划
新云乡撤销前下辖以下地区：
灯杆村、真武村、加阳村、新云村、中华村、上游村、燕山村、华联村、农乐村和代河村。